# Ennistymon
Ennistymon es una localidad situada en el condado de Clare de la provincia de Munster (República de Irlanda), con una población en 2016 de 1045 habitantes.
Se encuentra ubicada al oeste del país, cerca de los acantilados de Moher y de la costa del océano Atlántico.